# Tricología
La tricología (del griego θρίξ, gen.: τριχός, "pelo") es la ciencia que estudia el cabello y el cuero cabelludo.
El cabello es una proteína que emerge de la superficie de la piel del cráneo humano, sintetizándose dentro de invaginaciones epidérmicas profundas (folículo piloso) que llegan a la dermis, gracias a la división celular e interacción de células madre o Stem Cells de origen ectodérmico. 
Dichas interacciones complejas producen variaciones morfológicas notables durante cada ciclo folicular
Hasta el momento, una de las principales ramas de la medicina abocada al estudio clínico del cabello es la dermatología. Debido al avance extenso de las ciencias en su conocimiento específico, se ubica a la tricología como ciencia que necesita del entendimiento interdisciplinario.
Los tricólogos son los médicos profesionales especializados exactamente en el área del cabello y cuero cabelludo. Este se encarga de diagnosticar y curar enfermedades relacionadas con el cabello y el cuero cabelludo, así como también de asesorar al paciente para el cuidado saludable de ambos. 
Los tricólogos son especialistas en el cabello y el cuero cabelludo. Pueden tener formación académica terciaria, de grado o posgrado. En la práctica, los tricólogos con certificación avalada por universidades reconocidas internacionalmente diagnostican las causas de la caída del cabello, la rotura y adelgazamiento del cabello, su miniaturización; observan alteraciones del cuero cabelludo y pueden brindar recomendación y tratamiento cosmético específico según la causa. Interactúa y trabaja de manera auxiliar con profesionales médicos (generalmente dermatólogos y cirujanos) con la especialidad de tricología y trasplante capilar.

## Disciplinas relacionadas
La Tricología como ciencia se nutre del saber de:
- La biología molecular (células madre, citoquinas y los mecanismos que rigen la apoptosis y regeneración celular in-situ)
- La dermatología (enfermedades cutáneas, alopecias, tricodistrofias)
- La cirugía reparadora o estética (cultivos de piel e injertos de piel en quemados, implantes capilares)
- Endocrinología, Andrología, ginecología (alteraciones del metabolismo, diabetes, cardiopatías, tiroidismos).
- La Inmunología (alopecía areata, configuración de un sistema inmune particular)[11][12][13]
- La farmacología (interacción medicamentosa tanto por sus efectos primarios como secundarios),
- La nutrición (requerimientos nutricionales mínimos, alimentación equilibrada)
- La bioquímica (metabolismo del hierro, disproteinemias, anticuerpos, metales y otros metabolitos en fibra capilar),
- La genética y epigenética (genes y epigenes que regulan su crecimiento, color, forma)
- La biología (morfología, razas, evolución),
- La microbiología (flora del cuero cabelludo)
- La ciencia forense y Toxicología (para determinar raza, edad u otras características importantes del dueño del cabello, drogas de abuso, intoxicaciones). [Cita requerida]
- La arqueología (momias)
- La microscopía y tricoscopía (evaluación y estudio morfológico).
- La dermopatología (histología y biopsias)
- Psicología y psiquiatría (desórdenes alimenticios, tricofagia, tricotilomanía, impacto en la calidad de vida o QoL)
- La industria y química cosmética (productos para embellecer la fibra),
- La ingeniería mecánica y bioingeniería (resistencia al estiramiento, a la tracción)[14]
- La cosmiatría o esteticistas (masoterapia, reflexoterapia cráneo facial)
- La peluquería o estilismo (conocimiento de los cambios físico-químicos de la fibra).